# 2016年夏季奥林匹克运动会中国跆拳道队
参加2016年夏季奥林匹克运动会的中国跆拳道队共计13人，其中运动员4人，官员与工作人员9人，领队陈立人。上届奥运会中国获得1枚金牌。

## 人员构成
运动员（4人）

男子（2人）：赵帅

女子（2人）： 吴静钰
官员与管理人员（9人）

领队：陈立人 

教练员（5人）：李大成、卢秀栋、姚强、王志杰、金荣稹  

医生：朱丽华、白卫民，管理：张雷 